# Џанет (Арканзас)
Џанет (енгл. Jennette) град је у америчкој савезној држави Арканзас.

## Демографија
По попису из 2010. године број становника је 115, што је 9 (-7,3%) становника мање него 2000. године.
| Група             | 2000.       | 2010.       |
| Белци             | 15 (12,1%)  | 7 (6,1%)    |
| Афроамериканци    | 109 (87,9%) | 108 (93,9%) |
| Азијати           | 0 (0,0%)    | 0 (0,0%)    |
| Хиспаноамериканци | 0 (0,0%)    | 0 (0,0%)    |
| Укупно            | 124         | 115         |